# Karel Karban
Karel Karban (* 26. dubna 1948) je bývalý český fotbalista, útočník.

## Fotbalová kariéra
V československé lize hrál za Slavii Praha. Nastoupil ve 12 ligových utkáních. Gól v lize nedal. Ze Slavie odešel do TJ Sklostroj Turnov.

## Ligová bilance
| Ročník                                   | Zápasy | Góly | Klub         |
| ---------------------------------------- | ------ | ---- | ------------ |
| 1. československá fotbalová liga 1972/73 | 3      | 0    | Slavia Praha |
| 1. československá fotbalová liga 1973/74 | 9      | 0    | Slavia Praha |
| CELKEM                                   | 12     | 0    |              |